# Personificación

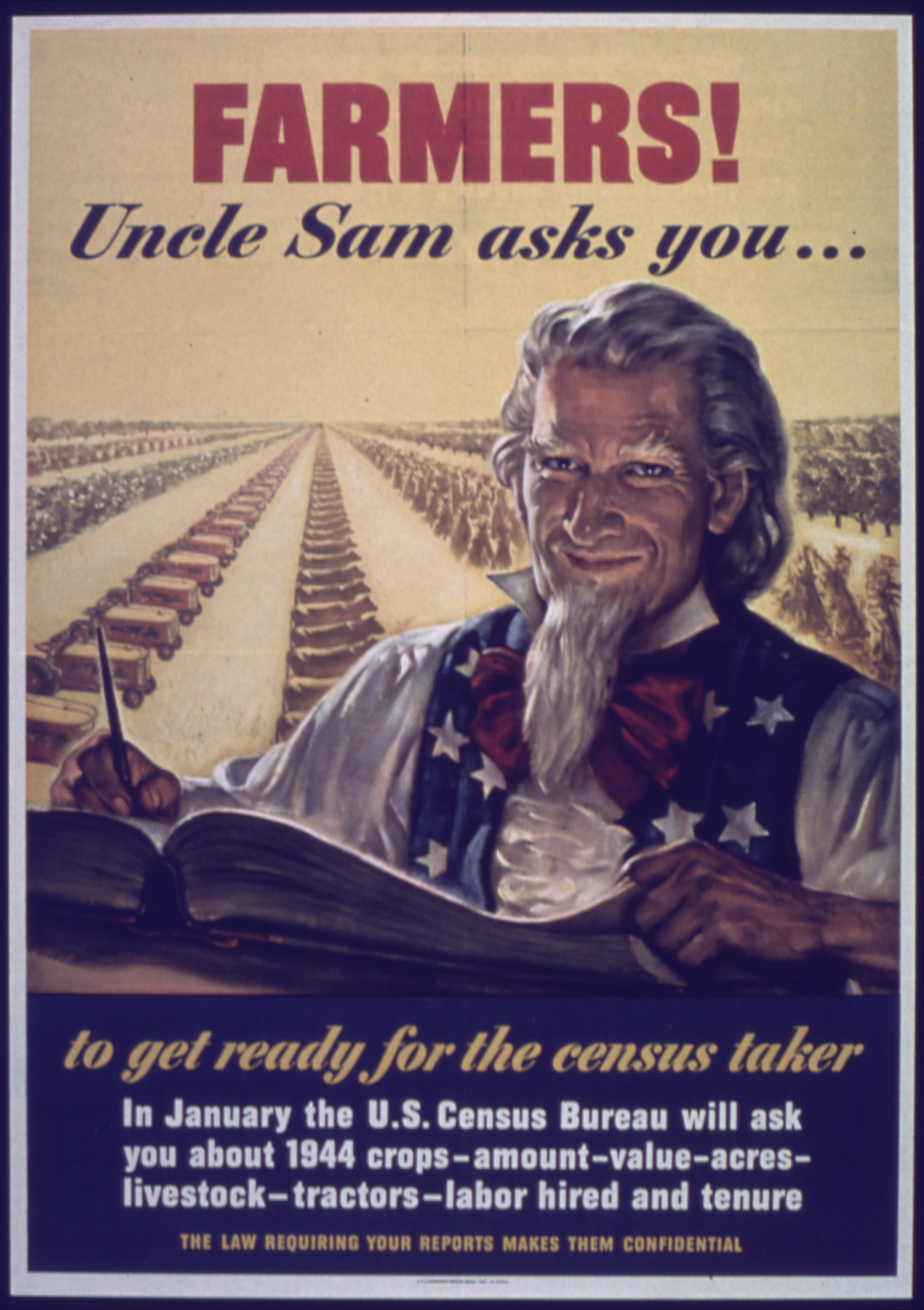
Agricultores, el tío Sam les pide... Prepárense para el censo, cartel 1941-1945; Personificación nacional: el Tío Sam lo es de los Estados Unidos.

La personificación o prosopopeya (del griego πρόσωπον 'rostro' y ποιέω 'hacer') es un tipo de metáfora ontológica y una figura de estilo que consiste en atribuir propiedades humanas a un animal o  a un objeto (sea concreto o abstracto), al cual se hace hablar, actuar o reaccionar como una persona.
En el siguiente pasaje de Phèdre, de Jean Racine :
« Avec quelle rigueur, Destin, tu me poursuis ! » ("¡Con qué rigor, Destino, tú me persigues!") se personifica al Destino en la figura de un perseguidor.

## Función
Como figura literaria es una de las figuras de ficción, pues otorga una cualidad humana a quien no la tiene. En otras ocasiones la prosopopeya o personificación se aplica a cosas incorpóreas o abstractas (como la muerte), e incluso puede permanecer oculta hasta que se descifra el sentido alegórico del texto literario. Así, por ejemplo, en el poema “Vino, primero, pura” de Juan Ramón Jiménez; solo al final del poema se nos comunica que la “persona” a la que se aludía durante todo el poema es en realidad la poesía.
1. "La gente disfrutaba y el Sol sonreía"
2. "Las estrellas nos miraban mientras la ciudad sonreía"
3. "El tren tose asmáticamente por la ladera"
4. "La ciudad era rosa y sonreía dulcemente"
5. "Vetusta, la muy noble y leal ciudad, corte en lejano siglo, hacía digestión del cocido y de la olla podrida, y descansaba oyendo entre sueños el monótono y familiar zumbido de la campana del coro, que retumbaba en lo alto de la esbelta torre en la Santa basílica"
Leopoldo Alas, «Clarín». La Regenta.
6. "El invierno sopló la ciudad y todos tenían frío"
7. "Veloz saeta.. Que mordió aguda"
—Si tú quisieras, Granada,
contigo me casaría;
daréte en arras y dote;
a Córdoba y a Sevilla.
—Casada soy, rey don Juan.
casada soy, que no viuda;
el moro que a mí me tiene
muy grande bien me quería.
Le da más específicamente una acción humana a algo como animal o objeto. Ejemplo: El perro está calvo.
También hay recursos de signo contrario como: 
- animalización, que es darle a una persona u objeto características de animales como por ejemplo: eres una gata".
- reificación: hacer o convertir en objetos seres que no lo son o darle sus características.